# Скандинавська бронзова доба
Скандинавська (північна, північноєвропейська) бронзова доба — назва археологічної культури або групи культур бронзової доби у доісторичній Скандинавії, яку ввів в ужиток Оскар Монтеліус. Термін охоплює період 1700—500 рр. до н. е., а пам'ятники зустрічаються аж до території Естонії. Успадковує культурам пізнього неоліту. Етнічний і мовний склад невідомий через відсутність писемних пам'яток, проте спостерігається культурна спадкоємність з пізнішими німецькомовними культурами, що згадуються в історичний період. Після цього періоду розпочинається доримська залізна доба.

## Загальна характеристика

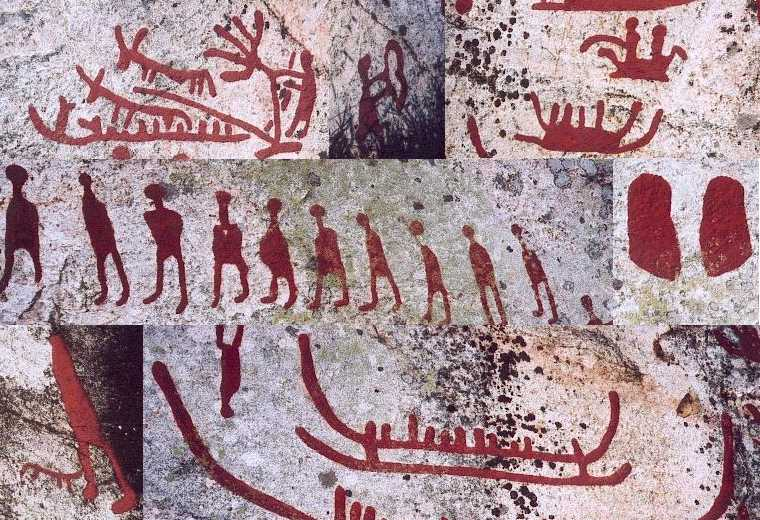
Швеція (колаж). Зображення зафарбовані фарбою в сучасний період — чи були вони зафарбовані раніше, невідомо.

Попри те що мешканці Скандинавії досить пізно зазнали на собі тенденції європейської бронзової доби, при розкопці скандинавських поховань і поселень виявлені численні і добре збережені вироби з вовни, деревини, а також імпортованих з Центральної Європи бронзи і золота.
Численні — кілька тисяч — петрогліфи, вирубані в скелях, зображують кораблі, а великі кам'яні похоронні монументи, відомі як кам'яні тури, показують, що судноплавство відігравало важливу роль. Історія місцевого судноплавства сягає часів неоліту і триває в епоху доримської залізної доби, до якої належить Хьортспринзька тура

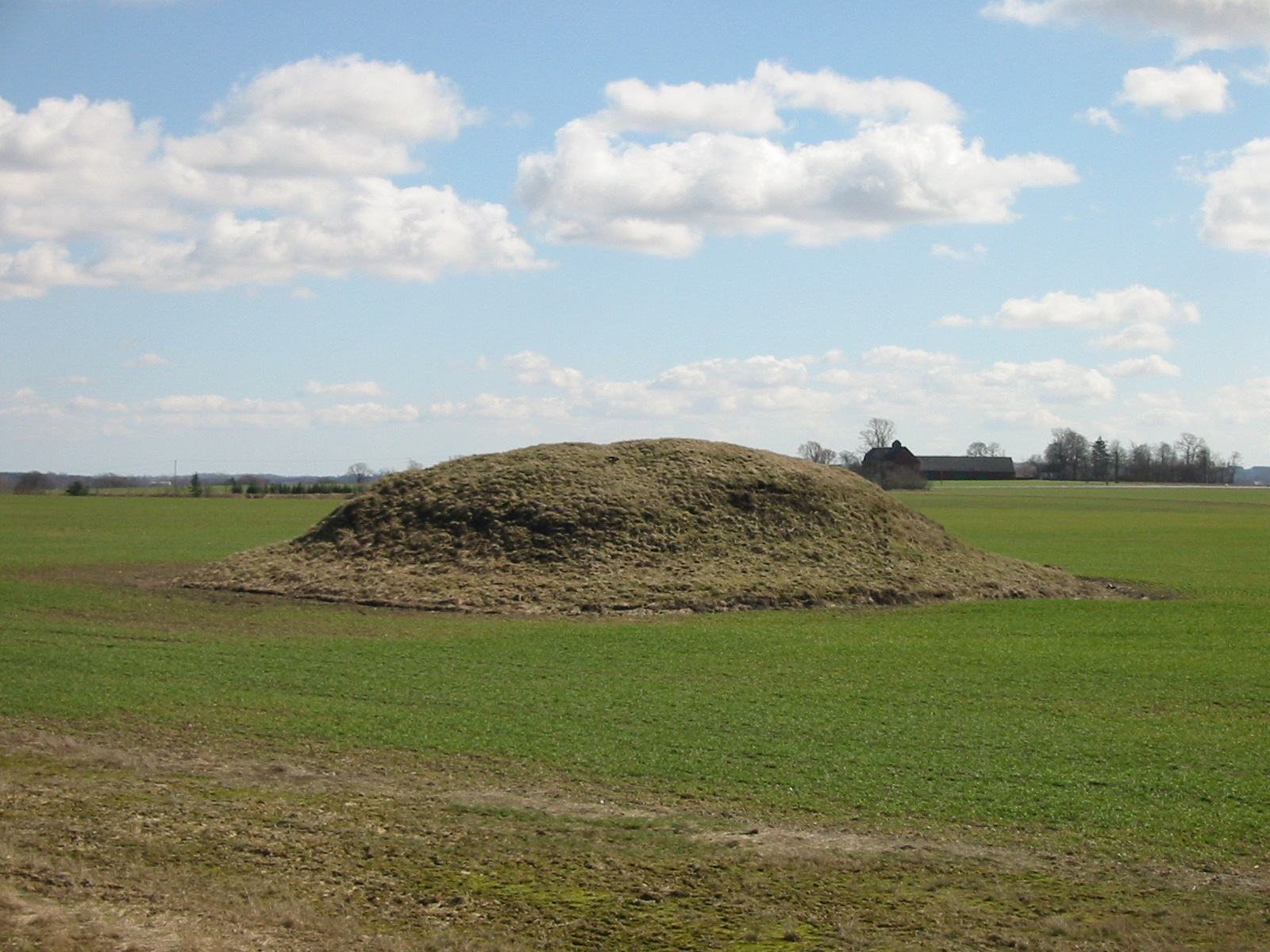
Похоронний курган бронзової доби поблизу Гордстонгі, Сконе, Швеція

Збереглися численні кургани та петрогліфи бронзової доби, а також не менше численні вироби з золота та бронзи. Датування наскельних зображень (петрогліфів) ґрунтується на артефактах, зіставляються із зображеними на петрогліфах предметах, наприклад бронзових сокирах і мечах. (На півночі Скандинавії знайдено також безліч петрогліфів епохи неоліту, в основному зображують тварин, як лось.)

## Періодизація

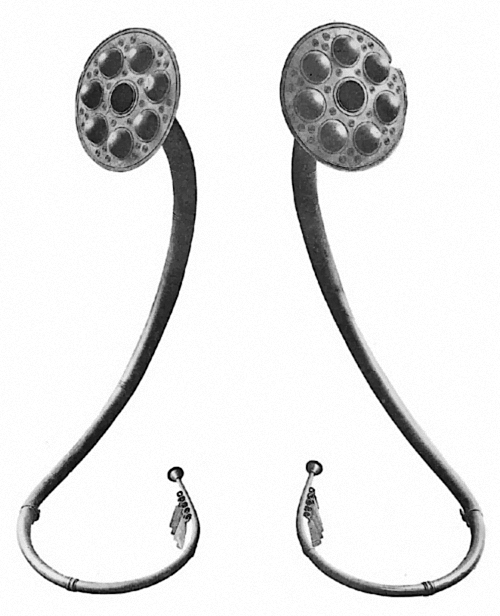
Лур, бронзовий духовий інструмент.

Оскар Монтеліус, що ввів в обіг термін «Північноєвропейська бронзова доба», підрозділяє його на шість субперіодів, і його періодизація досі широко використовується археологами. Його абсолютна хронологія в цілому була підтверджена радіовуглецевим даними, за винятком датування початку північноєвропейського бронзового століття — 1700 р. До н. е. е., а не 1800 р. до н. е. е., як припускав Монтеліус. Для Центральної Європи використовується інша періодизація, розроблена П. Райнек, оскільки артефакти і археологічні шари цього регіону погано корелюють зі скандинавськими.
- I 1700—1500 до н. е.
- II 1500—1300 до н. е.
- III 1300—1100 до н. е.
- IV 1100—900 до н. е.
- V 900—700 до н. е.
- VI 700—500 до н. е.

За зазначеними шістьма періодами є доримська залізна доба.
Існує також поділ на ширші періоди: «рання бронзова доба» (1700—1100 рр. до н. е.) та «пізня бронзова доба» (1100—550 рр. до н. е.)

## Клімат

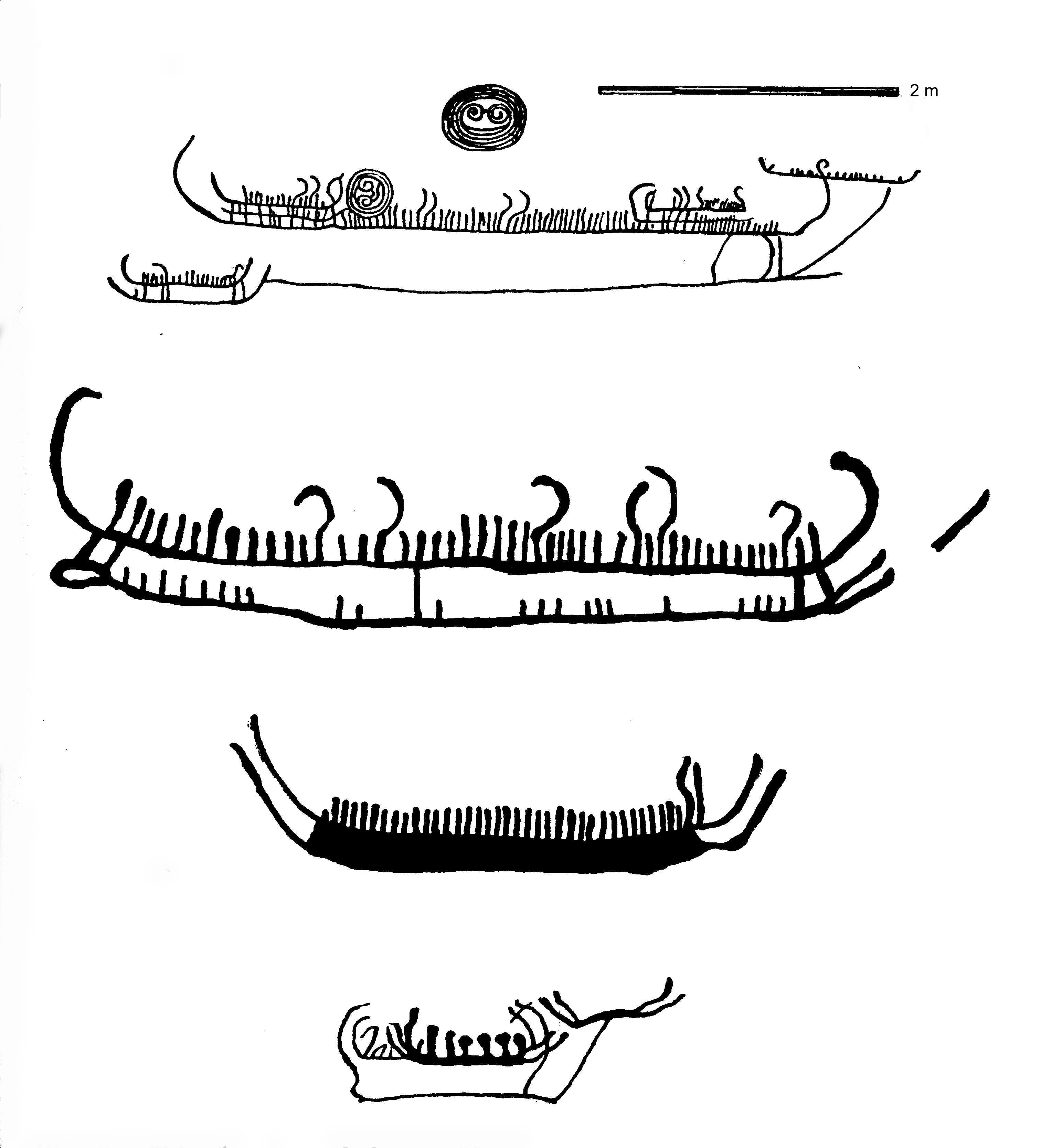
Наскельні зображення типових суден бронзової доби. Виявлено в Бардалі, Стейнх'єр, Норвегія, 64 ° N..

Для північноєвропейської бронзової доби був характерний теплий клімат, який розпочався з кліматичної зміни близько 2700 р. до н. е., щось на кшталт сучасного клімату центральної Німеччини і північної Франції. Завдяки такому клімату щільність населення була досить висока, процвітало сільське господарство: зокрема, в цей час в Скандинавії вирощували виноград. Проте невелике похолодання між 850 і 760 рр. до н. е., а також значніше близько 650 р. до н. е. привели до занепаду місцевого господарства, клімат став вологішим і холоднішим. Можливо, це похолодання є джерелом легенди про Фімбулвінтер.

## Релігія

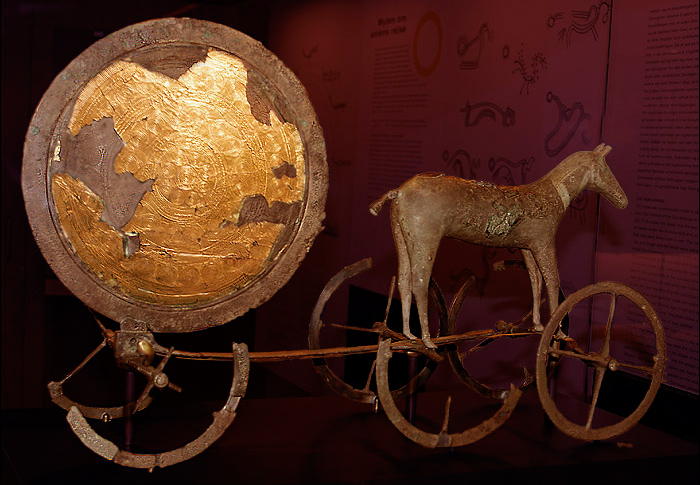
Сонячна колісниця з Трундгольму

Через відсутність письмових джерел про скандинавську релігію бронзової доби відомо небагато. Про те, що було релігією, дають уявлення численні археологічні знахідки, які, проте, відбивають вірування не Скандинавії в цілому, а окремих племен, культи яких сильно відрізнялися один від одного. Також деяке уявлення дають петрогліфи — наскельні зображення.

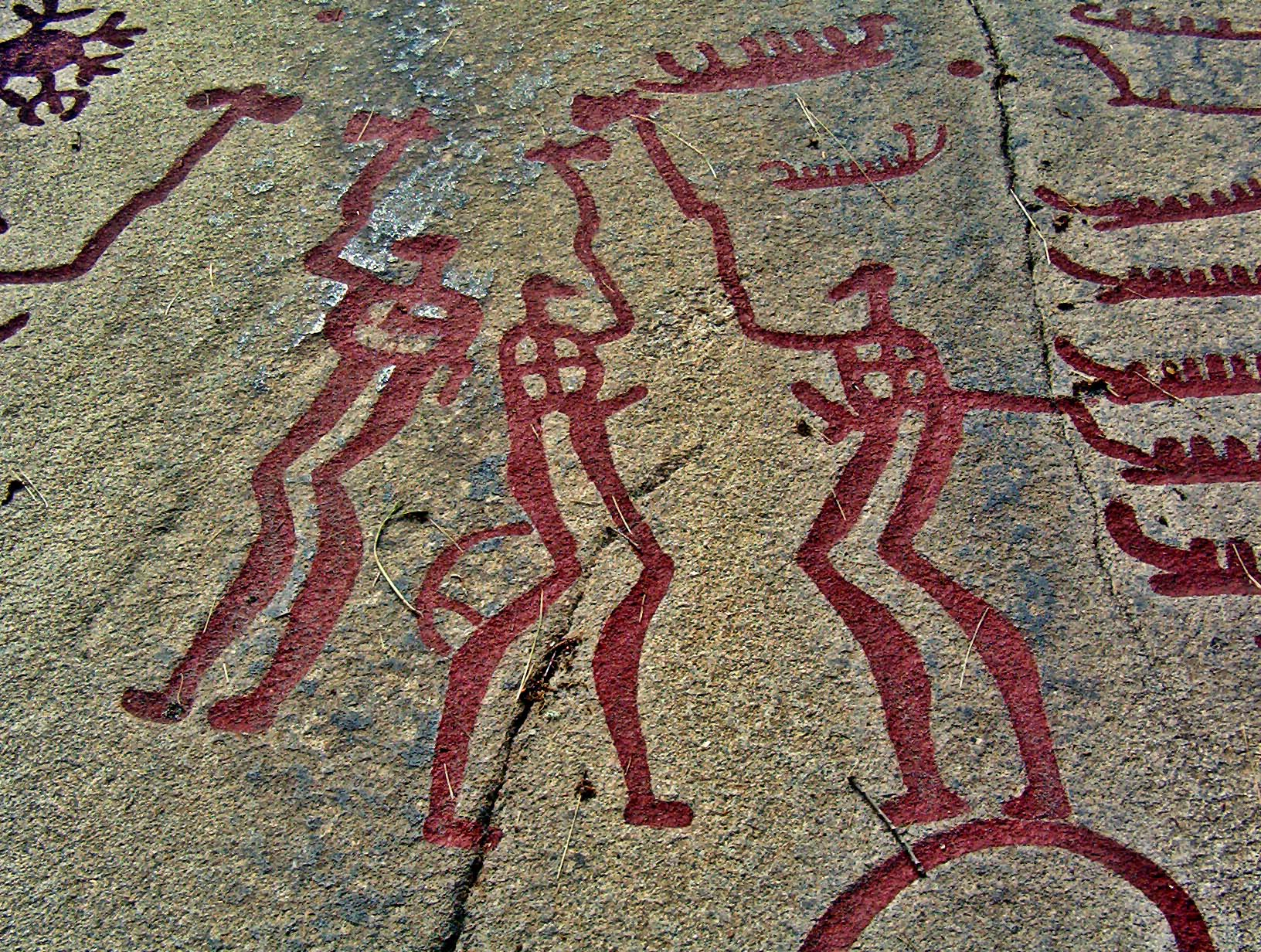
Боги-близнюки б'ються на бойових сокирах. Один із петрогліфів, знайдених в Танумсгеде, західна Швеція (малюнки пофарбовані у червоний колір вже в сучасний період)

Вчені вважають, що за часів бронзової доби існував культ богів-близнят, що знаходило відбиття в тому, що виявлені предмети, присвячувані богам, зазвичай лежали у похованнях парами. Також, мабуть, шанувалася богиня-матір (див. Нертус). Жертвопринесення (тварини, зброя, прикраси та навіть люди) були пов'язані з водою; невеликі озера або ставки використовувалися як ритуальні місця жертвоприношень, і багато артефактів виявлені в їх околиці. Можливо, практикувалися сексуальні ритуали, які символізували шлюб богів. Серед жертвоприношень виявлені ритуальні предмети, такі як бронзові вушні прикраси — вчені вважають, що вони використовувалися в церемоніях.
Ймовірно, деякі з петрогліфів бронзової доби є найраннішими зображеннями божеств скандинавської міфології, відомих у письмовий період. Досить поширеною фігурою на петрогліфах є зображення чоловіка з предметом, що нагадує сокиру або молот (ймовірно, раннє зображення Тора). Зустрічаються також чоловічі фігури з списом в руці: це могли бути Одін або Тюр, оскільки обидва цих бога у пізніший період асоціювалися зі списом. На одному з петрогліфів чоловік зі списом зображений без однієї руки, що нагадує міфологію, пов'язану з Тюром. Фігура з луком у руці може бути раннім зображенням Улля.
Вчені вважають, що залишки міфології бронзової доби збереглися у пізнішій германській та скандинавській міфології, наприклад, коні Скінфаксі та Грімфаксі і богиня Нертус.